# Notogalumna truncata
Notogalumna truncata är en kvalsterart som först beskrevs av Warburton 1912.  Notogalumna truncata ingår i släktet Notogalumna och familjen Galumnidae. Inga underarter finns listade i Catalogue of Life.